# In Blue
| Críticas profissionais | Críticas profissionais |
| Avaliações da crítica  | Avaliações da crítica  |
| Fonte                  | Avaliação              |
| ---------------------- | ---------------------- |
| AllMusic               | [ 1 ]                  |
| entertainment.ie       | [ 2 ]                  |
| Entertainment Weekly   | C-                     |
| NME                    | 5/10                   |

In Blue é o terceiro álbum de estúdio da banda irlandesa The Corrs, lançado em 12 de setembro de 2000.
Esse lançamento marcou a popularidade da banda nos Estados Unidos. No mesmo ano também foi lançada uma edição especial, contando com um disco extra de canções em versões especiais.

## Faixas
Todas as faixas pela banda, exceto quando indicado.

### Lançamento original
1. "Breathless" (The Corrs, Lange) – 3:28
2. "Give Me A Reason" – 3:29
3. "Somebody for Someone" – 4:00
4. "Say" (The Corrs) – 4:33
5. "All The Love In The World" (Lange, The Corrs) – 4:22
6. "Radio" – 4:14
7. "Irresistible" (Lange, The Corrs) – 3:40
8. "One Night" – 4:38
9. "All in a Day" – 3:43
10. "At Your Side" – 3:55
11. "No More Cry" – 2:59
12. "Rain" – 4:15
13. "Give It All Up" – 3:28
14. "Hurt Before" – 4:05
15. "Rebel Heart" [instrumental] – 4:06

Faixas bônus
1. "Una Noche" (com Alejandro Sanz)
2. "Judy"

### Relançamento
Disco um
1. "Breathless" (The Corrs, Lange) – 3:28
2. "Give Me A Reason" – 3:29
3. "Somebody for Someone" – 4:00
4. "Say" – 4:33
5. "All The Love In The World" (Lange, The Corrs) – 4:22
6. "Radio" – 4:14
7. "Irresistible" (Lange, The Corrs) – 3:40
8. "One Night" – 4:38
9. "All in a Day" – 3:43
10. "At Your Side" – 3:55
11. "No More Cry" – 2:59
12. "Rain" – 4:15
13. "Give It All Up" – 3:28
14. "Hurt Before" – 4:05
15. "Rebel Heart" [instrumental] – 4:06

Disco dois
1. "Somebody for Someone" [acústico] – 3:24
2. "No More Cry" [acústico] – 2:53
3. "Radio" [acústico] – 4:14
4. "At your Side" [acústico] – 3:50
5. "Love in the Milky Way" [inédita] – 4:01
6. "Looking in the Eyes of Love" [inédita] – 4:32
7. "Haste to the Wedding" [ao vivo, instrumental] – 5:00
8. "So Young" [ao vivo] – 7:34

## Integrantes

### A banda
- Andrea Corr - vocal e flauta irlandesa
- Jim Corr - guitarra, teclado e vocal de apoio
- Sharon Corr - violino e vocal de apoio
- Caroline Corr - bateria, bódhran e vocal de apoio

### Músicos convidados
- Anthony Drennan - guitarra
- Keith Duffy - baixo
- Ronan Dooney - trompete
- Paul Duffy - saxofone
- Mitchell Froom - teclado
- Billy Farrell - teclado

## Paradas
| Parada (2000)                       | Posição máxima |
| ----------------------------------- | -------------- |
| Austrália (ARIA)                    | 1              |
| Áustria (Ö3 Austria Top 40)         | 1              |
| Bélgica (Ultratop Flandres)         | 2              |
| Bélgica (Ultratop Valônia)          | 1              |
| Canadian Albums (RPM)               | 5              |
| Danish Albums (Tracklisten)         | 2              |
| Países Baixos (Dutch Charts)        | 2              |
| European Albums (Billboard)         | 1              |
| Finlândia (Suomen virallinen lista) | 2              |
| França (SNEP)                       | 2              |
| German Albums (Offizielle Top 100)  | 1              |
| Hungria (MAHASZ)                    | 10             |
| Itália (FIMI)                       | 2              |
| Irish Albums (IRMA)                 | 1              |
| Japanese Albums (Oricon)            | 11             |
| Malaysian Albums (RIM)              | 1              |
| Nova Zelândia (RMNZ)                | 2              |
| Noruega (VG-lista)                  | 1              |
| Polónia (ZPAV)                      | 20             |
| Portuguese Albums (AFP)             | 1              |
| Spanish Albums (Promúsicae)         | 1              |
| Suécia (Sverigetopplistan)          | 1              |
| Suíça (Schweizer Hitparade)         | 1              |
| Reino Unido (UK Albums Chart)       | 1              |
| Estados Unidos (Billboard 200)      | 21             |

| Parada (2000)                            | Posição máxima |
| ---------------------------------------- | -------------- |
| Australian Albums (ARIA)                 | 11             |
| Austrian Albums (Ö3 Österreich)          | 6              |
| Belgian Albums (Ultratop Flanders)       | 12             |
| Belgian Albums (Ultratop Wallonia)       | 9              |
| Dutch Albums (MegaCharts)                | 12             |
| Finnish Albums (Suomen virallinen lista) | 129            |
| French Albums (SNEP)                     | 22             |
| German Albums (GfK)                      | 4              |
| Italian Album (FIMI)                     | 27             |
| New Zealand Albums (RMNZ)                | 15             |
| Portuguese Albums (AFP)                  | 6              |
| Swiss Albums (Hitparade)                 | 7              |
| UK Albums (OCC)                          | 16             |
| US Albums (Billboard)                    | 119            |